# Бред Дуріф
Бредфорд Клод Дуріф (англ. Bradford Claude Dourif; нар. 18 березня 1950) — американський актор.

## Біографія
Бред Дуріф народився 18 березня 1950 року в Гантінгтоні. Його батько був колекціонером живопису, а також володів фабрикою з виробництва фарб. Він помер, коли Бреду було три роки. Його мати, акторка Джоан, одружилася з відомим гольфістом Біллом Кемпбеллом, який допомагав їй виховувати Бреда, його брата і чотирьох його сестер. Він почав свою акторську кар'єру після закінчення коледжу, і протягом трьох років навчання в New York's Circle Repertory відточував свою майстерність під керівництвом знаменитого драматурга Сенфорда Мейснера. Бред зіграв у постановці «Коли ти повернешся, червоний вершник?» і був помічений режисером Мілошем Форманом, який запросив його в 1975 році на зйомки у фільмі «Пролітаючи над гніздом зозулі» за однойменним романом Кена Кізі. Його роль, суїцидально налаштованого юнака Біллі Біббі, пацієнта психіатричної клініки, стала одним з найяскравіших дебютів в історії кіно. Дуріф отримав нагороду «Золотий Глобус» в номінації «Найкращий актор другого плану», і також був номінований на премію «Оскар». Надалі актор знявся у Мілоша Формана у фільмі «Регтайм», працював з Аланом Паркером — «Міссісіпі у вогні» і Девідом Лінчем — «Дюна», Синій оксамит". Проте в цілому він знімався переважно у фільмах жахів, містичних і фантастичних трилерах: «Той, що виганяє диявола 3», «Зубастики 4», «Спонтанне загоряння», «Нічна зміна». У серії фільмів «Дитяча гра» Бред Дуріф грає лише в першій частині, а у всіх інших — озвучує ляльку Чакі. Слід зауважити, що багато кінокритиків вважають саме цю закадрову роботу найцікавішою з усього, що є у фільмі. За роботу у фантастичному трилері жахів «Частини тіла» Бред Дуріф отримав приз журналу «Фангорія». За одну з двох головних ролей в кримінальній драмі Аллена Голдстайна «Танець у кайданах» він в 1991 році висувався на премію «Genie», яка вважається канадським аналогом «Оскара».

## Фільмографія
| Рік       |     | Українська назва                        | Оригінальна назва                             | Роль                         |
| --------- | --- | --------------------------------------- | --------------------------------------------- | ---------------------------- |
| 1975      | ф   | Пролітаючи над гніздом зозулі           | One Flew Over the Cuckoo's Nest               | Біллі Біббіт                 |
| 1976      | тф  | Будівельники курганів                   | The Mound Builders                            | Чад Джескер                  |
| 1977      | ф   | Груповий портрет з дамою                | Gruppenbild mit Dame                          | Борис Колтовські             |
| 1978      | ф   | Очі Лаури Марс                          | Eyes of Laura Mars                            | Томмі Ладлоу                 |
| 1978      | тф  | Сержант Метловіч проти ВПС США          | Sergeant Matlovich vs. the U.S. Air Force     | сержант Леонард Метловіч     |
| 1979      | с   | Стадс Лоніган                           | Studs Lonigan                                 | Денні О'Ніл                  |
| 1979      | ф   | Мудра кров                              | Wise Blood                                    | Хейзел Моутс                 |
| 1980      | тф  | Гаянська трагедія: Історія Джима Джонса | Guyana Tragedy: The Story of Jim Jones        | Девід Ленгтрі                |
| 1980      | ф   | Брама раю                               | Heaven's Gate                                 | містер Егглестон             |
| 1981      | ф   | Регтайм                                 | Ragtime                                       | молодший Брат                |
| 1982      | тф  | Діти Кеннеді                            | Kennedy's Children                            | Марк                         |
| 1982      | тф  | Бажання, вампір                         | Desire, the Vampire                           | Пол                          |
| 1984      | с   | Невигадані історії                      | Tales of the Unexpected                       | Hitch-hiker                  |
| 1984      | ф   | Дюна                                    | Dune                                          | Пітер де Вріс                |
| 1985      | ф   | Брудні думки                            | Impure Thoughts                               | Кевін Гаррінгтон             |
| 1986      | ф   | Синій оксамит                           | Blue Velvet                                   | Раймонд                      |
| 1986      | тф  | Помста: Історія Тоні Сімо               | Vengeance: The Story of Tony Cimo             | Ламар Сандс                  |
| 1986      | тф  | Гнів ангелів 2                          | Rage of Angels: The Story Continues           | Сеймур Бурні                 |
| 1986      | с   | Еквалайзер                              | The Equalizer                                 | Фенн                         |
| 1986      | с   | Спенсер                                 | Spenser: For Hire                             | Максі Ліон                   |
| 1986      | с   | Детективне агентство «Місячне сяйво»    | Moonlighting                                  | Отець Макдонован             |
| 1987      | с   | Поліція Маямі                           | Miami Vice                                    | Джо Вайетт                   |
| 1987      | с   | Автостопщик                             | The Hitchhiker                                | Біллі Балтимор молодший      |
| 1987      | ф   | Смертельна красуня                      | Fatal Beauty                                  | Лео Нова                     |
| 1988      | ф   | Дитяча гра                              | Child's Play                                  | Чарльз Лі Рей / Чакі         |
| 1988      | ф   | Міссісіпі у вогні                       | Mississippi Burning                           | заступник Клінтон Пелл       |
| 1989      | с   | Вона написала вбивство                  | Murder, She Wrote                             | доктор Воррен Оверман        |
| 1989      | тф  | Жах на шосе 91                          | Terror on Highway 91                          | Кейт Еванс                   |
| 1989      | тф  | Відчайдушний: Війна ізгоїв              | Desperado: The Outlaw Wars                    | Камілл Флай                  |
| 1989      | ф   | Сонні Бой                               | Sonny Boy                                     | Вейзі                        |
| 1990      | ф   | Спонтанне загоряння                     | Spontaneous Combustion                        | Сем                          |
| 1990      | ф   | Таємний план                            | Hidden Agenda                                 | Пол Салліван                 |
| 1990      | ф   | Той, що виганяє диявола 3               | The Exorcist III                              | Близнюки вбивці              |
| 1990      | ф   | Похмурі казки прерій                    | Grim Prairie Tales                            | Фарлі                        |
| 1990      | ф   | Нічна зміна                             | Graveyard Shift                               | Такер Клівленд, винищувач    |
| 1990      | ф   | Дитяча гра 2                            | Child's Play 2                                | Чакі                         |
| 1991      | ф   | Убивчий блюз                            | Murder Blues                                  | Джон Барнс                   |
| 1991      | ф   | Танець у кайданах                       | Chaindance                                    | Джонні                       |
| 1991      | ф   | Тропічна лихоманка                      | Jungle Fever                                  | Леслі                        |
| 1991      | ф   | Частини тіла                            | Body Parts                                    | Ремо Лейсі                   |
| 1991      | ф   | Дитяча гра 3                            | Child's Play 3                                | Чакі                         |
| 1991      | ф   | Крик каменя                             | Cerro Torre: Schrei aus Stein                 | Пальці                       |
| 1991      | ф   | Лондон убиває мене                      | London Kills Me                               | Хемінгуей менеджер ресторану |
| 1992      | ф   | Зубастики 4                             | Critters 4                                    | Аль Берт                     |
| 1992      | в   | Остаточний вирок                        | Final Judgement                               | Отець Тайрон                 |
| 1993      | с   | Дикі пальми                             | Wild Palms                                    | Чікі Левітт                  |
| 1993      | с   | Байки зі склепу                         | Tales from the Crypt                          | Верджіл                      |
| 1993      | ф   | Емос і Ендрю                            | Amos & Andrew                                 | офіцер Донні Дональдсон      |
| 1993      | ф   | Травма                                  | Травма                                        | доктор Ллойд                 |
| 1994      | ф   | Колір ночі                              | Color of Night                                | Кларк                        |
| 1994      | ф   | Машина смерті                           | Death Machine                                 | Джек Данте                   |
| 1994      | ф   | Второваною стежкою                      | A Worn Path                                   | Гантер                       |
| 1994      | с   | Цілком таємно                           | The X-Files                                   | Лютер Лі Боггс               |
| 1995      | с   | Вавилон 5                               | Babylon 5                                     | Брат Едвард                  |
| 1995      | ф   | Убивство першого ступеня                | Murder in the First                           | Байрон Стемфіл               |
| 1995      | ф   | Колонія андроїдів                       | Phoenix                                       | Рейджер                      |
| 1995      | тф  | Втеча від жаху: Історія Терези Стемпер  | Escape from Terror: The Teresa Stamper Story  | шериф Білл Дуглас            |
| 1995      | тф  | Втеча на Відьмину гору                  | Escape to Witch Mountain                      | Лютер / Бруно                |
| 1996      | тф  | Опівнічна спека                         | Blackout                                      | Томас Пейн                   |
| 1996      | тф  | Убивча краса                            | If Looks Could Kill                           | Джин Гансон                  |
| 1996      | ф   | Клятва помсти                           | Sworn to Justice                              | Тедді                        |
| 1996      | ф   | Крок у майбутнє                         | A Step Toward Tomorrow                        | Кірбі                        |
| 1996      | с   | Зоряний шлях: Вояжер                    | Star Trek: Voyager                            | пілот Лон Судер              |
| 1997      | с   | Тисячоліття                             | Millennium                                    | Денніс Хоффман               |
| 1997      | ф   | Нічне чергування                        | Nightwatch                                    | черговий лікар               |
| 1997      | ф   | Найкращі люди                           | Best Men                                      | The Vet                      |
| 1997      | ф   | Чужий 4: Воскресіння                    | Alien: Resurrection                           | доктор Джонатан Гедімен      |
| 1997      | ф   | Ямайський ритм                          | Jamaica Beat                                  | Том Петерсон                 |
| 1998      | ф   | Без відчуттів                           | Senseless                                     | доктор Томас Веедон          |
| 1998      | ф   | Ембріон                                 | Progeny                                       | доктор Берт Клейвелл         |
| 1998      | ф   | Міські легенди                          | Urban Legend                                  | Майкл Макдоннелл             |
| 1998      | ф   | Наречена Чакі                           | Bride of Chucky                               | Чакі                         |
| 1998      | ф   | Реквієм мафії                           | Brown's Requiem                               | Едвардс                      |
| 1998      | с   | Суботнього вечора у прямому ефірі       | Saturday Night Live                           | Чакі                         |
| 1999      | с   | Чудова сімка                            | The Magnificent Seven                         | Руперт Браунер               |
| 1999      | с   | Шоу Норма                               | The Norm Show                                 | Диявол                       |
| 1999      | с   | Голод                                   | The Hunger                                    | Манно                        |
| 1999      | ф   | Перехоплювачі                           | Interceptors                                  | Вебер                        |
| 1999      | ф   | Силіконові вежі                         | Silicon Towers                                | Елтон                        |
| 1999      | ф   | Оповідачі                               | The Storytellers                              | Професор                     |
| 2000      | ф   | Година тіней                            | Shadow Hours                                  | Роланд Монтегю               |
| 2000      | в   | Пророцтво 3                             | The Prophecy 3: The Ascent                    | Зілот                        |
| 2000      | ф   | Кипарисова гілка                        | Cypress Edge                                  | Колін МакКеммон              |
| 2001      | ф   | Примара                                 | The Ghost                                     | лейтенант Герланд            |
| 2001      | ф   | Хранитель душ                           | Soulkeeper                                    | містер Паскаль               |
| 2001—2002 | с   | Розважлива                              | Ponderosa                                     | Моріс "Француз" Деверо       |
| 2001      | вг  | Myst III: Exile                         | Myst III: Exile                               | Сааведро                     |
| 2002      | вг  | Run Like Hell                           | Run Like Hell                                 | Фред                         |
| 2002      | ф   | Володар перснів: Дві вежі               | The Lord of the Rings: The Two Towers         | Грима Солодкоязикий          |
| 2003      | ф   | Фатальна знахідка                       | The Box                                       | Стен                         |
| 2003      | ф   | Влад                                    | Vlad                                          | Радеску                      |
| 2003      | ф   | Володар перснів: Повернення короля      | The Lord of the Rings: The Return of the King | Грима Солодкоязикий          |
| 2004      | ф   | Страх                                   | The Hazing                                    | професор Каппс               |
| 2004      | ф   | Молодий батько                          | El padrino                                    | Сайрус                       |
| 2004      | ф   | Потомство Чакі                          | Seed of Chucky                                | Чакі                         |
| 2004—2006 | с   | Дедвуд                                  | Deadwood                                      | Док Кокран                   |
| 2005      | вг  | Gun                                     | Gun                                           | Преподобний Йосія Рід        |
| 2005      | ф   | Убивча сексуальність                    | Drop Dead Sexy                                | Герман                       |
| 2005      | ф   | Далека синя височінь                    | The Wild Blue Yonder                          | чужинець                     |
| 2006      | ф   | Пульс                                   | Pulse                                         | тонкий хлопець               |
| 2007      | ф   | Грішник                                 | Sinner                                        | Кедді                        |
| 2007      | ф   | Список                                  | The List                                      | Джоан Габіні                 |
| 2007      | ф   | Чарівник крові                          | The Wizard of Gore                            | доктор Чонг                  |
| 2007      | ф   | Хелловін                                | Halloween                                     | шериф Лі Брекетт             |
| 2008      | ф   | Округ Гумбольдта                        | Humboldt County                               | Джек                         |
| 2008      | ф   | Біля рідного порога                     | Touching Home                                 | Клайд Вінстон                |
| 2008      | ф   | Темний легіон                           | Born of Earth                                 | мер                          |
| 2008      | с   | Закон і порядок                         | Law & Order                                   | доктор Девід Лінгард         |
| 2009      | док | Татуювання: Історія шрамів              | Tattoos: A Scarred History                    |                              |
| 2009      | ф   | Хелловін 2                              | Halloween II                                  | шериф Лі Брекетт             |
| 2009      | ф   | Поганий лейтенант                       | The Bad Lieutenant                            | Нед Шонхолц                  |
| 2009      | ф   | Мій сину, мій сину, що ти наробив       | My Son, My Son, What Have Ye Done             | дядя Тед                     |
| 2009      | ф   | Лист щастя                              | Chain Letter                                  | містер Сміркер               |
| 2010      | ф   | Крики, що стихають                      | Fading of the Cries                           | Матіас                       |
| 2010      | ф   | Ланцюговий пес                          | Junkyard Dog                                  | шериф Голк                   |
| 2010      | ф   | Вогонь смерті                           | Death and Cremation                           | Стен                         |
| 2010      | тф  | Тривожні небеса                         | Turbulent Skies                               | Річард                       |
| 2010      | с   | Закон і порядок: Спеціальний корпус     | Law & Order: Special Victims Unit             | доктор Іггі Дрексел          |
| 2011      | с   | Межа                                    | Fringe                                        | Моро                         |
| 2011      | с   | Ясновидець                              | Psych                                         | Берні Вефиль                 |
| 2011      | тф  | Виверження в Маямі                      | Miami Magma                                   | Джейкоб Капілья              |
| 2011      | ф   | Священик                                | Priest                                        | Гендляр                      |
| 2011      | ф   | Мало варіантів                          | Few Options                                   | Кріс Пендлер                 |
| 2011      | ф   | Пастка 44                               | Catch .44                                     | шериф Коннорс                |
| 2012      | ф   | Жадібність                              | Avarice                                       | Том                          |
| 2012      | ф   | Останні добрі слова                     | Last Kind Words                               | Вейлон                       |
| 2012      | вг  | Dishonored                              | Dishonored                                    | П'єро Джоплін                |
| 2012      | с   | Вілфред                                 | Wilfred                                       | P.T.                         |
| 2012      | с   | Криміналісти: мислити як злочинець      | Criminal Minds                                | Адам Рейн                    |
| 2012—2014 | с   | Якось у казці                           | Once Upon a Time                              | Зосо                         |
| 2013      | тф  | Кінець світу                            | End of the World                              | доктор Волтер Браун          |
| 2013      | кф  | Санта-Моніка                            | Santa Monica                                  | Стен                         |
| 2013      | ф   | Рудий клоун                             | Gingerclown                                   | Worm Creature                |
| 2013      | ф   | Кривавий постріл                        | Blood Shot                                    | Боб                          |
| 2013      | ф   | Прокляття Чакі                          | Curse of Chucky                               | Чарльз Лі Рей / Чакі         |
| 2013      | ф   | Не нашкодь                              | Malignant                                     | The Man                      |
| 2013      | с   | Кров і кишки зі Скоттом Яном            | Blood and Guts with Scott Ian                 | Чакі                         |
| 2014      | с   | Агенти Щ.И.Т.                           | Agents of S.H.I.E.L.D.                        | Томас Неш                    |
| 2014      | ф   | Контрольна група                        | The Control Group                             | доктор Бровард               |
| 2017      | ф   | Культ Чакі                              | Cult of Chucky                                | Чакі                         |
| 2018      | ф   | Здичавіла                               | Wildling                                      | прийомний батько             |
| 2018      | ф   |                                         | American Dream                                | Джордж                       |
| 2019      | тф  |                                         | Deadwood: The Movie                           | Док Кокран                   |
| 2021      | с   | Чакі                                    | Chucky                                        | Чакі                         |